# Bora Ćosić
Bora Ćosić (Zagabria, 5 aprile 1932) è uno scrittore serbo.

## Biografia
Nasce a Zagabria il 5 aprile 1932, ma con la sua famiglia si trasferisce a Belgrado nel 1937, dove compie gli studi fino a laurearsi presso la Facoltà di Filosofia. Dagli anni '50 collabora con numerose riviste letterarie, diventandone direttore, e come traduttore dal russo (specialmente Majakovskij e Chlebnikov). In seguito lavora anche presso la società di produzione cinematografica di Belgrado.
Il suo primo romanzo, Kuća lopova ("Casa di ladri"), pubblicato nel 1956, è un'indagine surreale della società jugoslava. Durante gli anni sessanta scrive Priče o zanatima ("Il libro dei mestieri"), venuto recentemente alle stampe anche in italiano, e Uloga moje porodice u svetskoj revoluciji ("Il ruolo della mia famiglia nella rivoluzione mondiale"; e/o, 1996) autofinanziandosi la pubblicazione. Questi due romanzi sono strettamente collegati per forma, personaggi, ambientazioni e storie, e possono essere considerati come il punto di partenza per tutta la produzione in prosa di Ćosić: attraverso un'epopea familiare egli ci mostra Belgrado e i suoi abitanti a volte bizzarri e confusionari.
Il contenuto delle sue opere però, dopo il largo consenso di pubblico e critica, è inviso al governo che, dopo l'adattamento teatrale nel 1970 del romanzo Il ruolo della famiglia nella rivoluzione mondiale, inserisce il suo nome nella black-list tenuta dal regime socialista. Nei suoi lavori, infatti, lo scrittore cerca principalmente di smascherare e abbattere, attraverso l'ironia, le strutture sociali a lui contemporanee, interrogandosi, con un approccio spesso giocoso, sull'identità e l'eredità delle tradizioni del suo Paese.
Parallelamente alla produzione narrativa, Ćosić inizia a scrivere interessanti saggi, spesso in forma epistolare, su alcuni grandi scrittori mitteleuropei, tra tutti Miroslav Krleža e Robert Musil; quest'ultimo sarà anche il protagonista di Musilov notes ("Il taccuino di Musil"), romanzo del 1989 ambientato a Trieste durante il crollo del dominio austroungarico. Questi saggi possono essere visti come il percorso, attraverso innumerevoli interconnessioni, di un autore alla ricerca di se stesso.
Come protesta verso il governo, Ćosić sceglie infine l'esilio nel 1992, stabilendosi a Rovigno, in Istria. Nel 1995 si trasferisce, incoraggiato dalla DAAD (Deutscher Akademischer Austausch Dienst) a Berlino, città in cui tuttora vive e alla quale, nel 2006, dedica alcune poesie raccolte in I morti.
Considerato dai critici come uno tra gli scrittori più significativi e idiosincratici del proprio Paese, nel 2002 gli viene assegnato il Leipzig Book Prize for European Understanding e il premio Albatros, assegnato dalla Günter Grass Foundation.

## Opere tradotte in italiano
- Il ruolo della mia famiglia nella rivoluzione mondiale, a cura di N. Janigro, e/o, Roma 1996
- I morti. Berlino delle mie poesie, traduzione e cura di Silvio Ferrari, Mesogea, Messina 2006
- Il libro dei mestieri, a cura di M. Vranješ Zandonai, Rovereto 2011